# Natalie Warford
Natalie Warford (1954) es una orquideóloga, curadora, ilustradora y botánica mexicana.
Ha colaborado con los Herbarios de la Universidad de Harvard, en el archivo de Edward W. Greenwood (1918-2002) y con el de la Universidad Estatal de Arizona.

## Honores

### Membresías
- The Orchid Society Of Arizona[4]

### Editora
- Soft Landing[5]

### Eponimias
- (Orchidaceae) Bletia warfordiana Sosa[6]

- (Orchidaceae) Oncidium Natalie Warford[7]

- (Orchidaceae) Tolumnia Natalie Warford[8]
- La abreviatura «Warford» se emplea para indicar a Natalie Warford como autoridad en la descripción y clasificación científica de los vegetales.[9]